# Lac de l'Entonnoir
Le lac de l'Entonnoir ou lac de Bouverans ou encore entonnoir de Bouverans, est un lac situé sur la commune de Bouverans dans le département français du Doubs (région Bourgogne Franche-Comté) et le massif du Jura.

## Présentation
Situé dans la vallée du Drugeon, à une altitude d'environ 830 m, non loin des tourbières de Frasne, le lac de l'Entonnoir d'une superficie habituelle de 74 hectares est entouré d'une mosaïque de milieux naturels : forêts, marais, prairies humides, hêtraie. Ce lac peut se vider  presque complètement, puis se remplir à nouveau en l’espace de quelques semaines voire quelques jours. En effet une dépression de 9 hectares en forme d'entonnoir (d'où son nom) occupe le fond d'où des pertes dans le sol karstique communiquent avec une rivière souterraine. Il s'agit d'une estavelle qui ne joue totalement son rôle de perte que durant les périodes de grande sécheresse.
La superficie du lac varie de 30 à plus de 150 hectares selon l'époque de l'année.
À proximité se trouvent une étendue marécageuse (marais de Varot), une tourbière et l'étang Berthelot (4 hectares).

## Historique
Ce fut longtemps une zone agricole destinée à la culture, au pâturage, à la fenaison. La tourbe y était exploitée pour le chauffage. Le lac fit l'objet, sans succès, de 4 tentatives d'assèchement entre 1639 et 1878.
En 1722, Pierre Defrasne entreprit d'assécher le lac en le séparant du Drugeon par une digue. Celle-ci a permis de libérer une centaine d'hectares qui furent mis en culture sous forme de petites parcelles qui devinrent par la suite des jardins. Mais ces terrains étaient régulièrement inondés lors des crues.
En 1878, l'association syndicale locale ainsi que les communes de Bouverans et Bonnevaux a reconstruit une digue de 900 m le long du Drugeon afin d'éviter que les crues de la rivière n'inondent les terres cultivées. Mais cette digue a de nouveau été détruite en partie.
Un projet de restauration de la connexion du lac avec le Drugeon est en cours par l'Epage Haut-Doubs-Haute-Loue dans le cadre du projet LIFE Tourbières du Jura.

## Visite

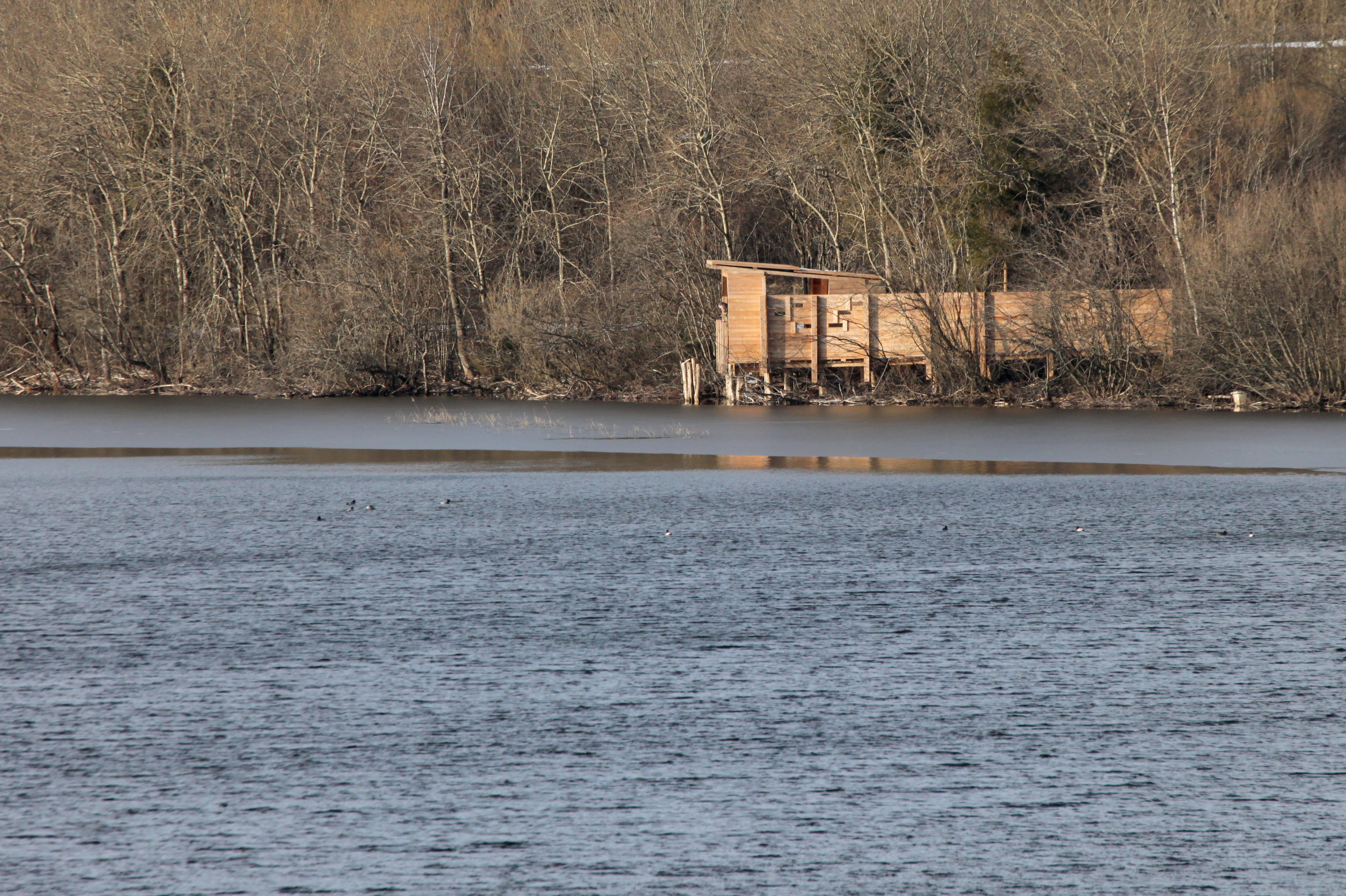
Observatoire ornithologique.

Pour découvrir le site, il faut monter au belvédère de Chatel-Véron. Au sommet, un ponton de bois équipé de panneaux informatifs présente la faune locale. On y apprend ainsi que le pouillot fitis passe l’hiver en Afrique et revient en avril lorsque les saules sont en fleur. Un autre panneau illustré dévoile les charmes du marais en hiver. On peut ensuite suivre le chemin de découverte où un panneau nous fait découvrir les chants de plusieurs oiseaux présents sur le site comme le Milan Royal.
Riche en nourriture, cet Espace naturel sensible attire de nombreuses espèces aquatiques, des insectes et des oiseaux sédentaires ou migrateurs comme les canards colvert, les foulques, les courlis cendrés, les grèbes, les cygnes, les hérons, les bécassines des marais, les vanneaux huppés et les marouettes ponctuées. Le faucon hobereau niche dans la hêtraie voisine. Le site constitue un lieu privilégié pour l’observation de la faune (surtout des oiseaux), de la flore et de la transformation harmonieuse d'un milieu naturel par l'homme.

## Labels
Le site du lac de l'Entonnoir et du marais du Varot est catalogué "Espace naturel sensible" et sa gestion est confiée à la société de pêche de Bouverans.
Le lac fait partie du site Ramsar "Tourbières et lacs de la montagne Jurassienne" depuis février 2021.

## Galerie

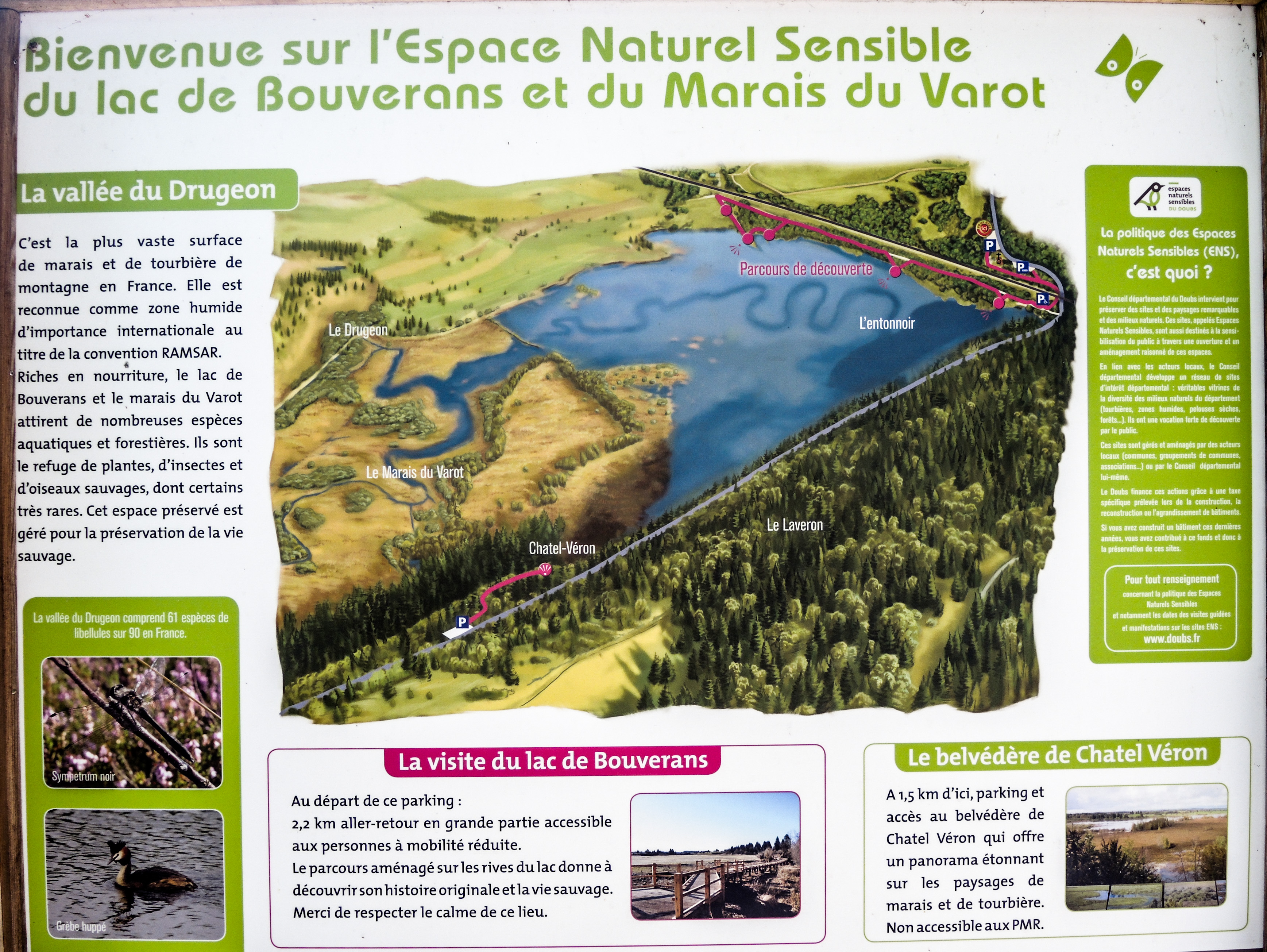
Panneau d'explications.
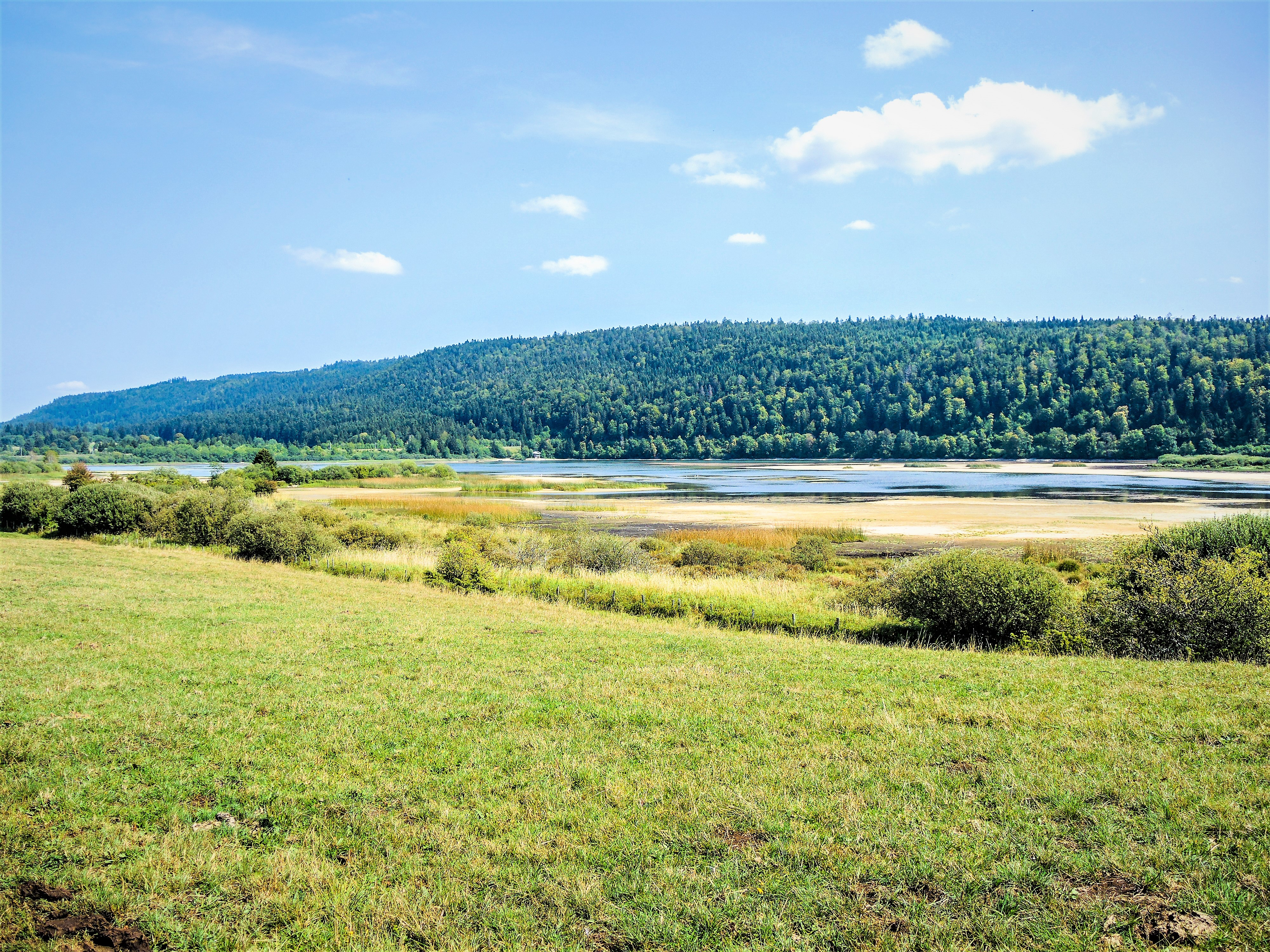
Vue depuis le sud-ouest.
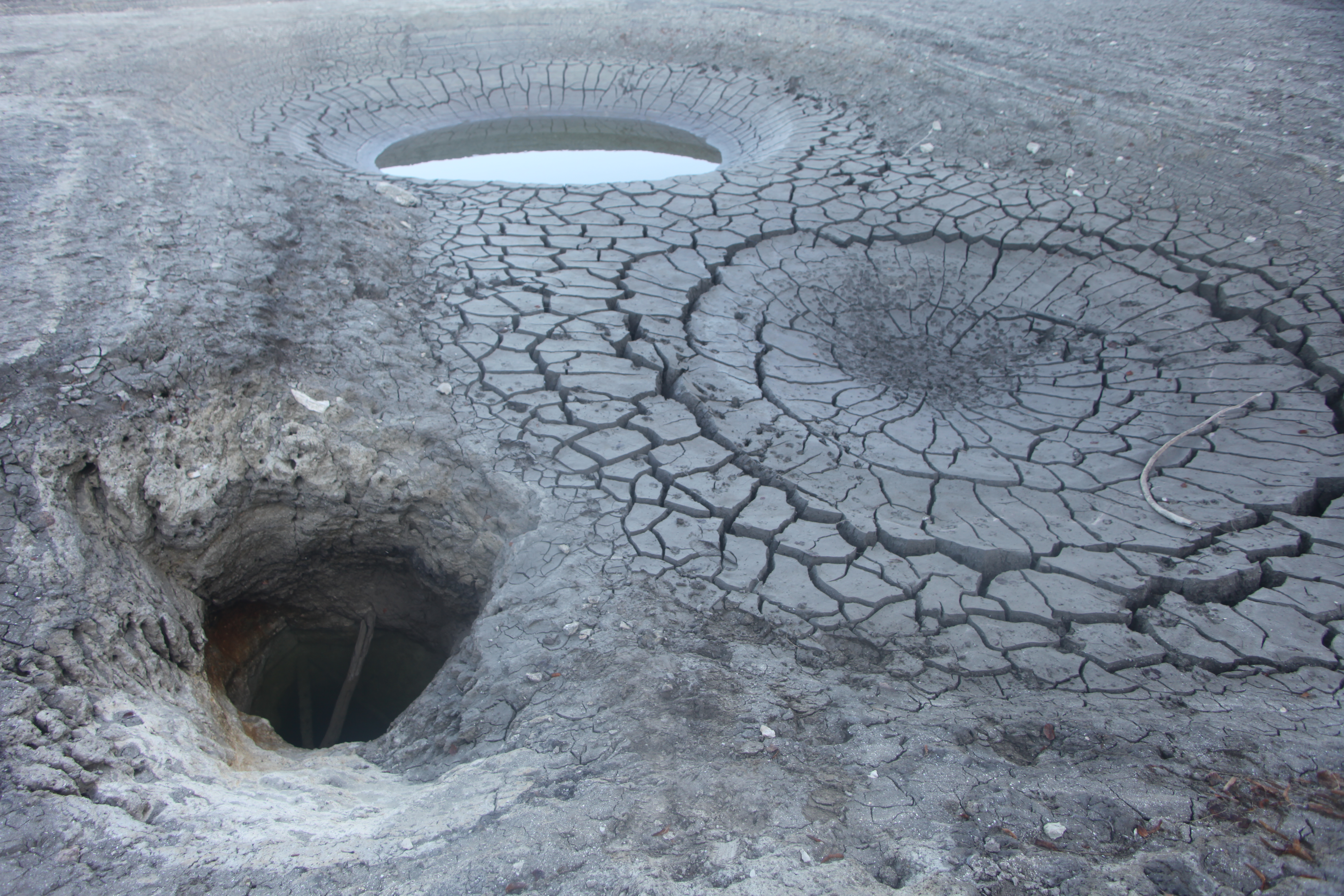
Lors de la sécheresse d'octobre 2018 au sud.
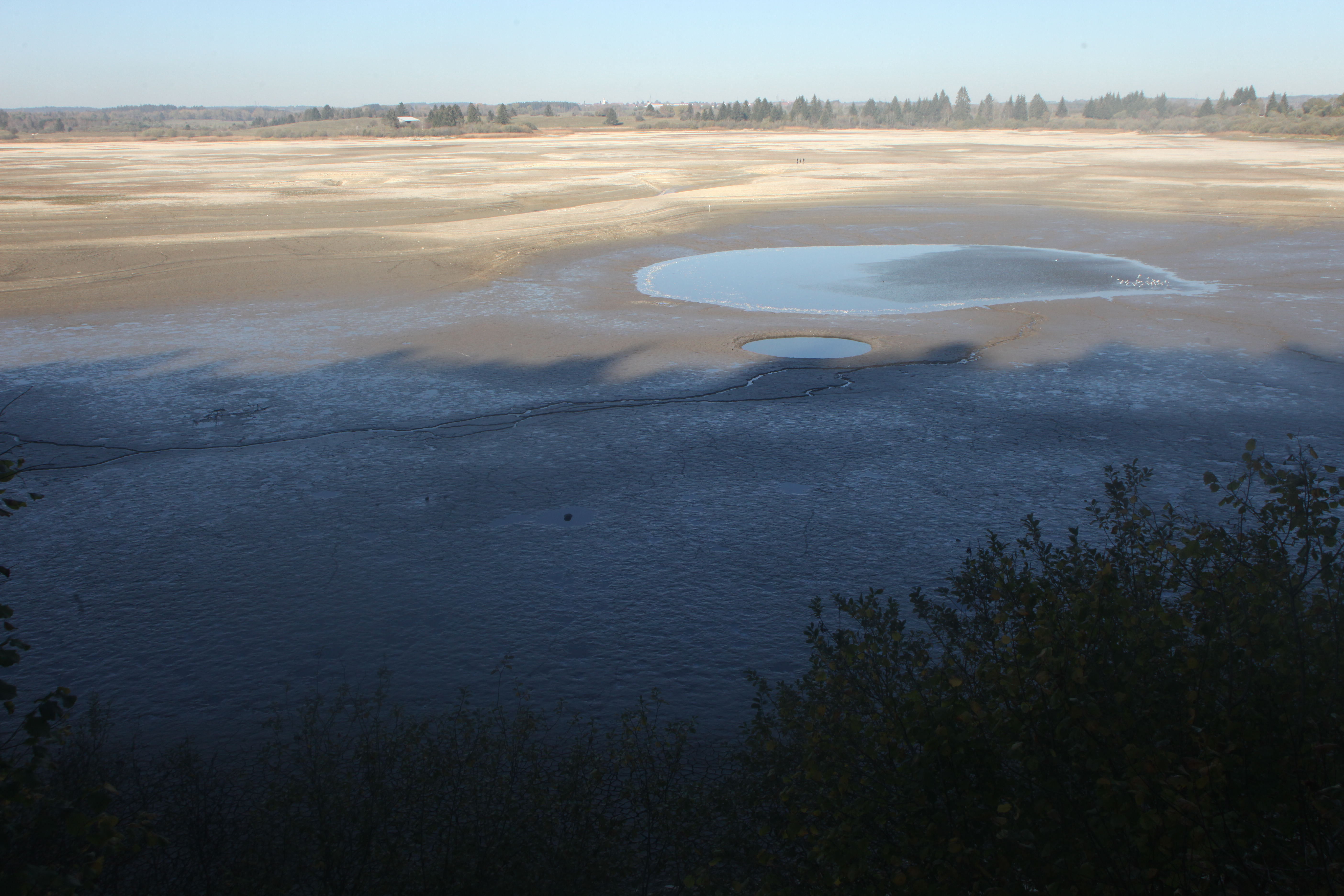
Lors de la sécheresse d'octobre 2018.
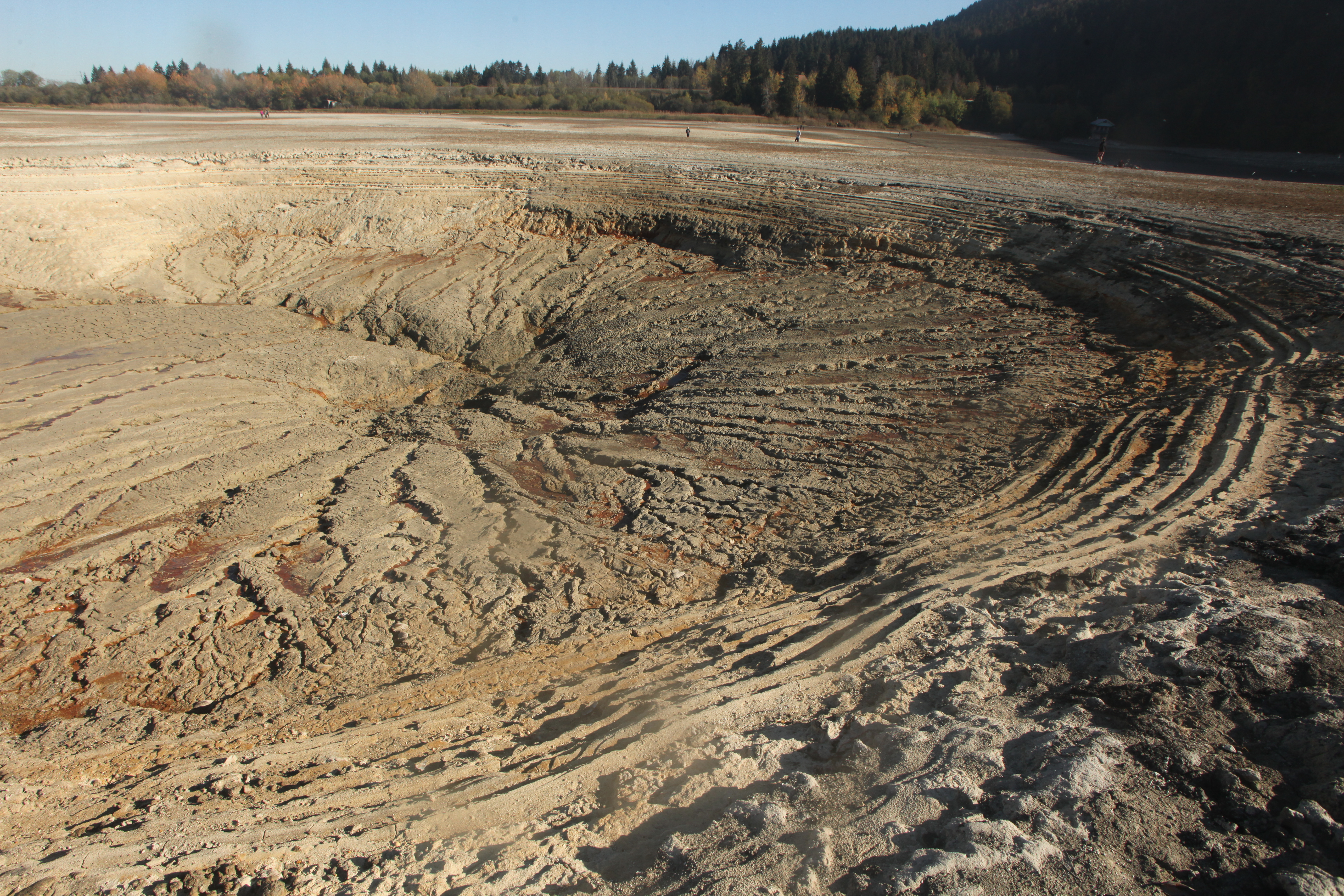
Lors de la sécheresse d'octobre 2018.
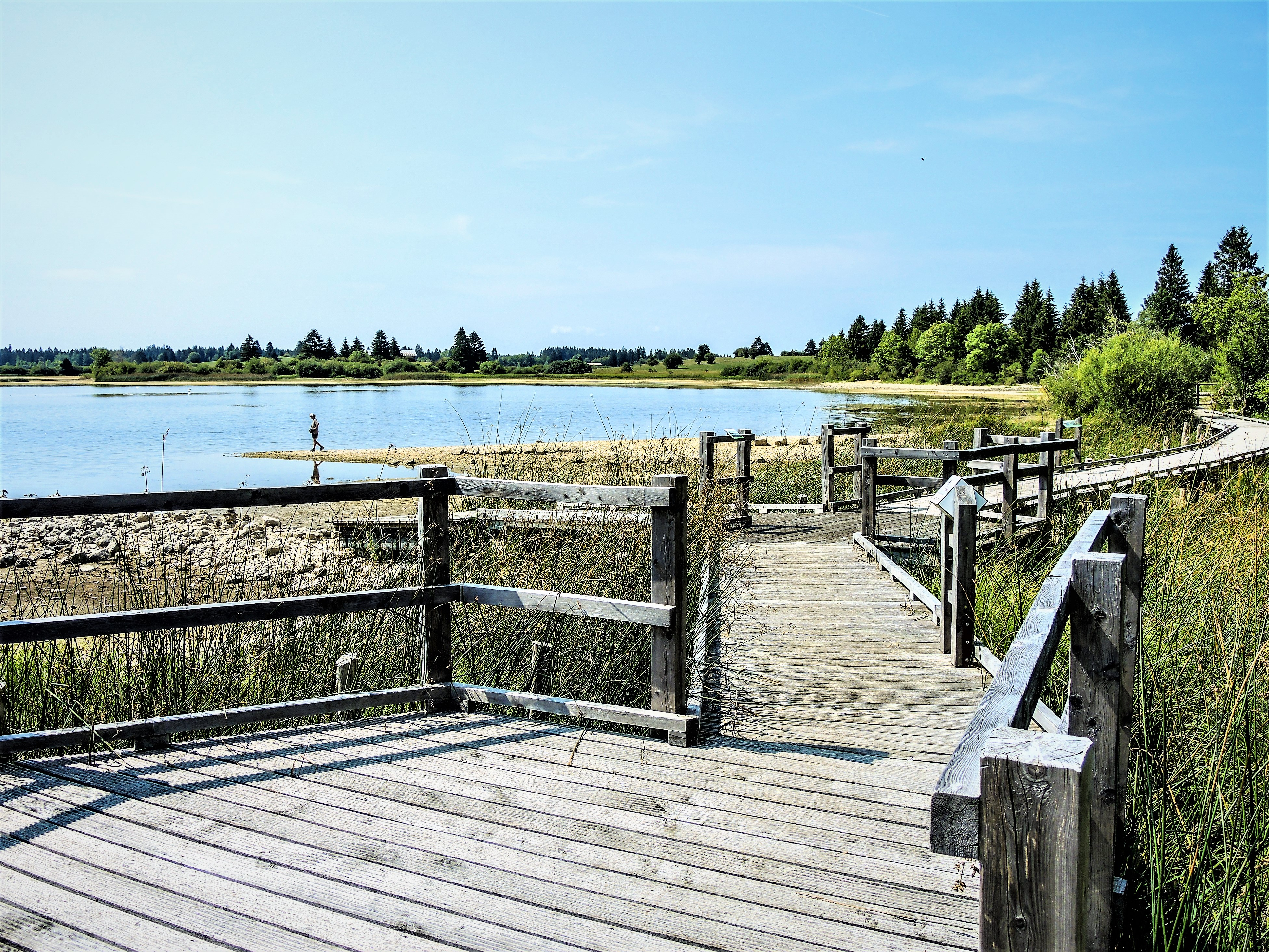
Chemin de découverte.